# Loch Connell
Loch Connell är en sjö i Storbritannien.   Den ligger i riksdelen Skottland, i den centrala delen av landet, 500 km nordväst om huvudstaden London. Loch Connell ligger 41 meter över havet. Trakten runt Loch Connell består i huvudsak av gräsmarker.